# 瓦盧伊基
50°11′N 38°07′E / 50.183°N 38.117°E
瓦盧伊基（俄语：Валу́йки）是俄羅斯別爾哥羅德州的一個城市，位於別爾哥羅德東南160公里。2002年人口35,790人。
1593年建立，1797年設市。